# Валя-Корбулуй
Валя-Корбулуй (рум. Valea Corbului) — село у повіті Арджеш в Румунії. Входить до складу комуни Келінешть.
Село розташоване на відстані 99 км на північний захід від Бухареста, 14 км на північний схід від Пітешть, 116 км на північний схід від Крайови, 94 км на південний захід від Брашова.

## Населення
За даними перепису населення 2002 року у селі проживали 904 особи. Усі жителі села рідною мовою назвали румунську.
Національний склад населення села:
| Національність | Кількість осіб | Відсоток |
| -------------- | -------------- | -------- |
| цигани         | 878            | 97,1%    |
| румуни         | 26             | 2,9%     |